# Ghat (Libia)
Ghat (in arabo غات‎?) o Gat è una città-oasi della antica regione del Fezzan, nell'estremo sud-ovest della Libia presso il confine con l'Algeria. È il capoluogo dell'omonimo distretto.
È situata a ovest del Uadi Tanezzuft, nella valle fra il massiccio del Tadrart Acacus e l'altopiano del Tassili n'Ajjer.
A circa 50 km a nord di Ghat si trova il Jabal Idinen, conosciuto come la montagna degli spiriti. Per anni, le guide tuareg locali si sono rifiutate di accompagnare turisti sulla montagna, perché ritenevano che su di esso dimorassero esseri malvagi (jinn).

## Storia

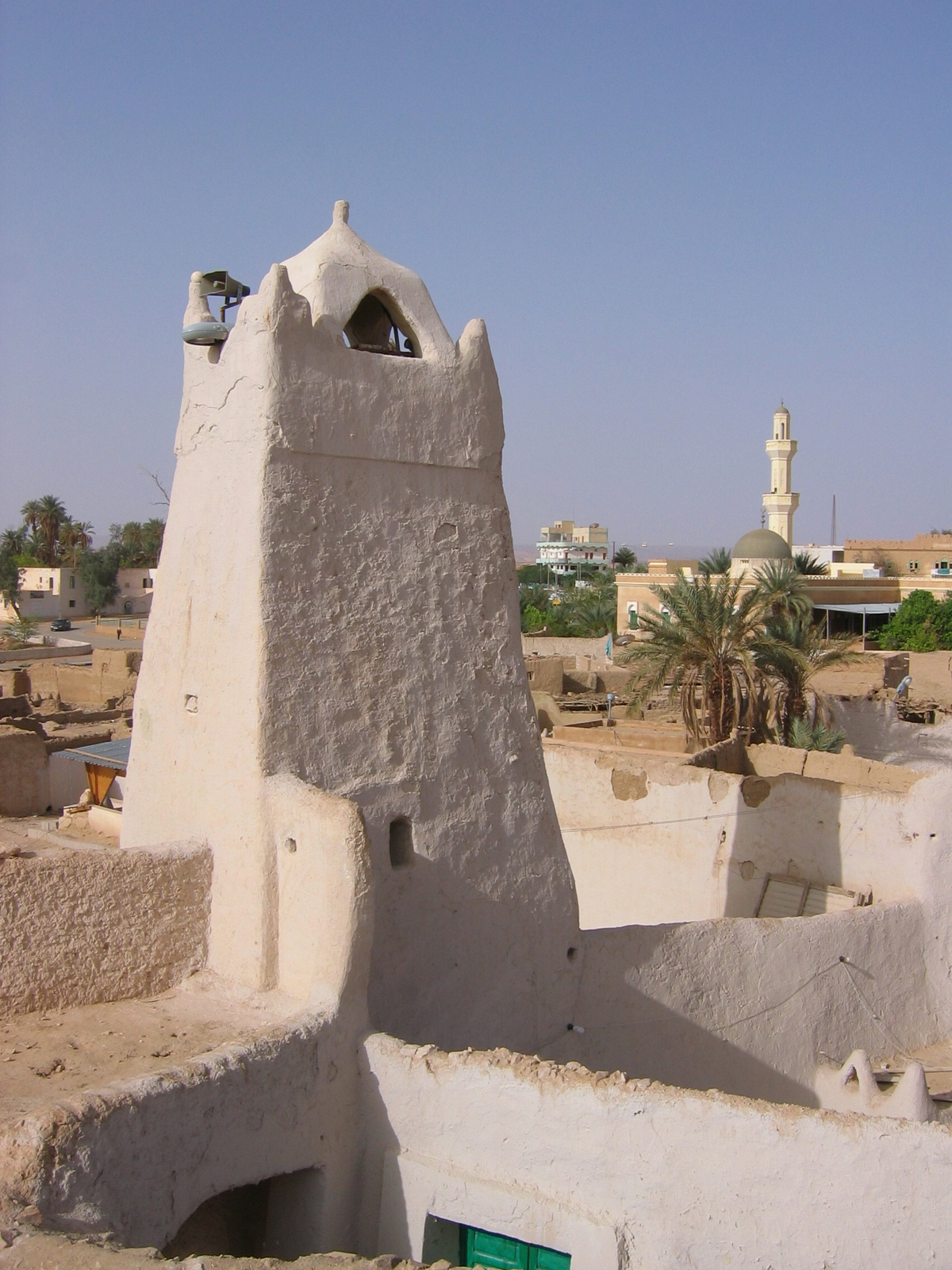
L'ingresso nella medina di Ghat

Importante città dell'antico Regno dei Garamanti, conosciuta dai Romani come Rapsa, la città fu sempre un importante terminale di carovane per il commercio trans-sahariano. In seguito, fu per lungo tempo una roccaforte dei tuareg Kel Ajjer (una confederazione estesa nel sudovest della Libia fino a Ubari, Sebha e Ghadames e nel sudest dell'Algeria: Djanet e Alezi), e si mantenne sostanzialmente indipendente fino a quando, nel 1875, venne occupata dai Turchi che vi stabilirono un Caimacam. Nel 1913 la città venne occupata dall'Italia, vincitrice della guerra italo-turca, ma il controllo fu per diverso tempo precario, dal momento che in quell'epoca era molto forte la presenza attiva della confraternita della Senussia, al punto che l'esponente tuareg Kawesan nel 1915 fu "governatore" di Ghat per conto della Senussia. Per difendere le proprie posizioni, gli italiani completarono la ricostruzione di un forte turco (eretto nel XIX secolo) che domina la città dalla collina di Koukemen. Il forte, tuttora in piedi, costituisce una meta turistica della città.
Nel 1943, durante la seconda guerra mondiale, Ghat venne occupata dai francesi.
Negli anni duemila Ghat è divenuta un'importante meta turistica per via dell'esistenza, nei monti vicini del Tadrart Acacus e del Tassili n'Ajjer, di pitture e incisioni rupestri, oltre alla bellezza naturale del deserto circostante.

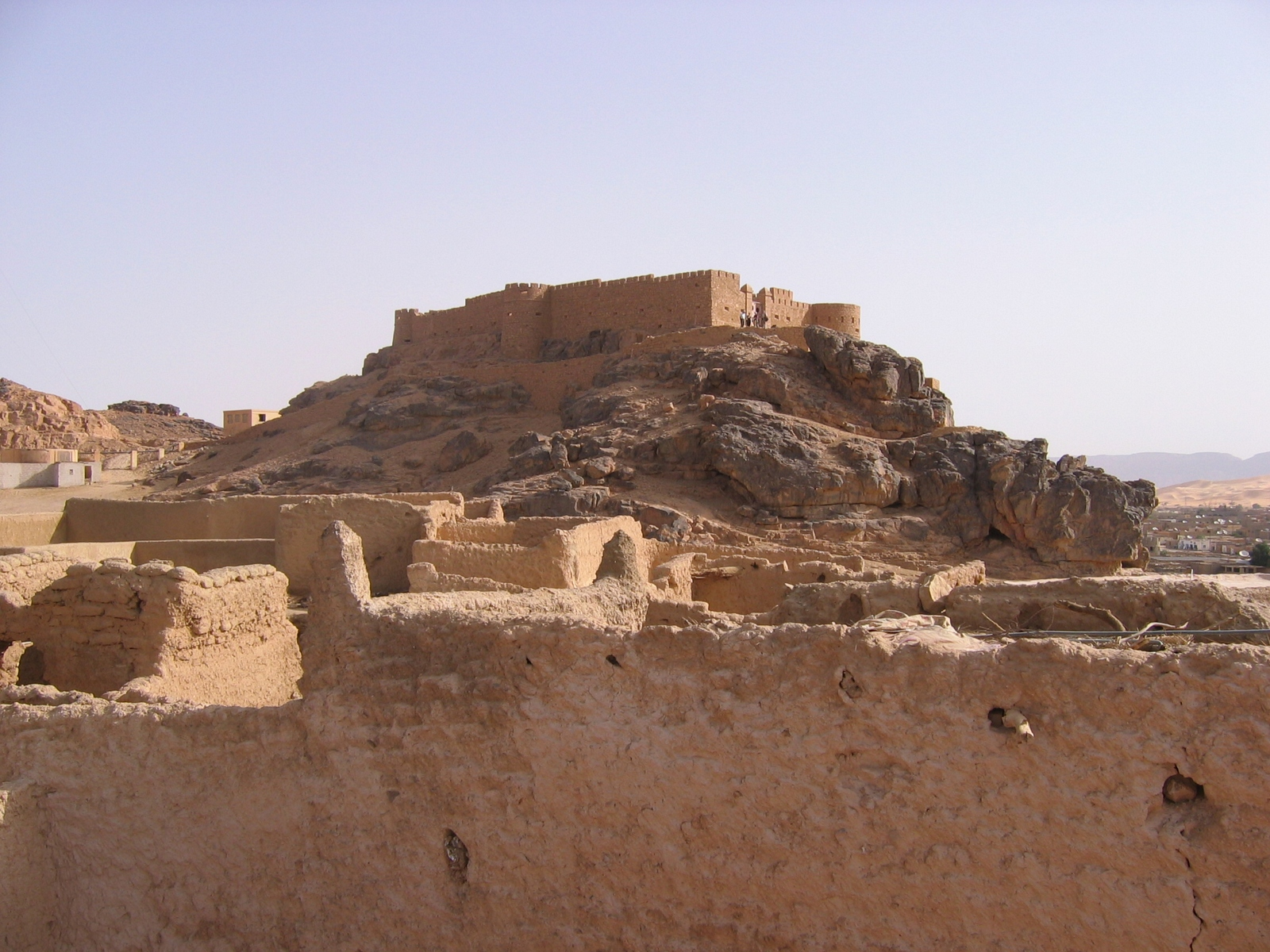
Il forte turco, ricostruito dagli italiani

## Villaggi e oasi secondarie di Ghat
- Serdeles
- Tahala
- Fewat

## Villaggi vicini
- Adales
- Albarkat
- Fewat
- Dejjan
- Tahala
- Serdeles
- Isayan
- Djanet (in Algeria)
- Tin Alkum (in Algeria)

## Lingua di Ghat
A Ghat è parlata la tamadjeq, una varietà di berbero molto affine al tuareg. Di essa si possiedono a tutt'oggi descrizioni molto incomplete e antiquate: il testo più esteso è quello di Nehlil (1909), scritto con materiale raccolto nel sud tunisino presso un solo locutore che vi si era trasferito dal alcuni anni.
Come piccolo campione della lingua di Ghat, si riporta di seguito la denominazione dei mesi del calendario islamico in tamadjeq (Nehlil 1909: 70):
|    | Nome arabo       | Nome in tamadjeq                              |
| 1  | muḥàrram         | sebibai                                       |
| 2  | sàfar            | tayurt "Piccola luna"                         |
| 3  | rabìc al-àwwal   | elmedàh                                       |
| 4  | rabìc al-thàni   | awjim "cucciolo di gazzella"                  |
| 5  | jumàda al-ùla    | awjim ilkemen "cucciolo di gazzella seguente" |
| 6  | jumàda al-thania | sarat                                         |
| 7  | ràjab            | tcinadjajin "le pellegrine" (?)               |
| 8  | shacban          | tajezum                                       |
| 9  | ramadàn          | azum' "il digiuno"                            |
| 10 | shawwàl          | tcisessi "le libagioni"                       |
| 11 | Dhu l-qàcda      | muhden "le preghiere"                         |
| 12 | dhu l-hìjja      | tafeski "(la festa del) sacrificio"           |